# Comarca del Narcea
La comarca del Narcea es una de las ocho comarcas funcionales o áreas de planificación territorial en que está dividido el Principado de Asturias a efectos de homogeneización espacial de los datos procedentes de los concejos en las estadísticas regionales. Comprende los concejos de:
- Allande.
- Cangas del Narcea.
- Degaña.
- Ibias.
- Tineo.

Aunque el Estatuto de Autonomía de Asturias prevé la división del territorio asturiano en comarcas, éstas no han sido desarrolladas oficialmente todavía.
- Datos: Q776318
- Multimedia: Comarca del Narcea / Q776318